# Cetola vicina
Cetola vicina là một loài bướm đêm trong họ Noctuidae.